# قوکاس سیرونیان
غوکاس تیگرانی سیرونیان (ارمنی: Ղուկաս Տիգրանի Սիրունյան؛) نویسنده و شاعر اهل ارمنستان بود.

## زندگی‌نامه
وی در سال ۱۹۴۹ در شهر آرتاشات ارمنستان به دنیا آمد. وی از دانشکده ادبیات زبان ارمنی دانشگاه دولتی ایروان فارغ‌التحصیل شده‌است. مدتی آموزگار بود و سپس به به روزنامه‌نگاری روی آورده و عضو هیئت تحریریهٔ ماهنامهٔ ادبی-فرهنگی بود. او همچنین در تلویزیون ارمنستان فعالیت داشت. از غوکاس سیرونیان بیش از بیست جلد کتاب شعر و داستان منتشر شده‌است. او در زمینه ادبیات کودک نیز فعال بود.